# Zonnon
Zonnon ist eine imperative, modulare und objektorientierte Programmiersprache, die ein direkter Nachfolger der Sprache Oberon ist und somit auch von Modula-2 und Pascal beeinflusst wurde. Sie wurde von Jürg Gutknecht an der ETH Zürich entwickelt.
Zonnon wurde mit der Zielsetzung entworfen, den Geist von Oberon als einfache und klare Programmiersprache beizubehalten, aber gleichzeitig die objektorientierten Eigenschaften zu verbessern und das Konzept der Softwareentwicklung als Implementierung vordefinierter Abstraktionen zu betonen. Neben einer Erweiterung des Vererbungskonzeptes über „Facetten“ unterstützt Zonnon Nebenläufigkeit mit aktiven Objekten. Des Weiteren sollte die Sprache auf natürliche Weise in das .Net-Framework eingebunden werden. Der derzeitige Stand der Programmiersprache wird im Zonnon Language Report von Dezember 2005 beschrieben.
Der Name Zonnon hat keine weitere Bedeutung. Er wurde gewählt, weil er ähnlich wie „Oberon“ klingt und somit die Kontinuität dieser Programmiersprache ausdrückt. Der Buchstabe Z in Zonnon soll andeuten, dass es sich um die letzte Programmiersprache der Oberon-Modula-Pascal-Familie handelt.
Es existiert eine Zonnon-Implementierung für das .Net-Framework, die in Visual Studio 2008 integriert ist, und eine weitere für die Mono-Plattform mit einer Einbindung in die Softwareentwicklungsumgebung Eclipse. Die .NET-Installation enthält mit dem ETH Zonnon Builder außerdem eine eigene, kleine IDE.

## Code-Beispiele

### Hallo-Welt-Programm
```
 module Main;
 
 begin
     writeln("Hallo Welt!")
 end Main.
```